# Sprattus sprattus
Lo spratto o papalina  (Sprattus sprattus) è un pesce osseo della famiglia Clupeidae.

## Distribuzione e habitat
Si tratta di una specie settentrionale, presente nell'oceano Atlantico orientale tra la Norvegia settentrionale e lo stretto di Gibilterra, nel mar Baltico (dove è sostituito dalla sottospecie S. sprattus balticus), nel mar Egeo, nel mar Nero, nel mar Adriatico settentrionale e nel golfo del Leone. Nel resto del mar Mediterraneo è rarissimo.
È una specie pelagica e se ne sta quasi sempre al largo ma può avvicinarsi occasionalmente a riva ed, essendo eurialino, penetrare nelle lagune.

## Descrizione
Molto simile alla sardina, si distingue per le pinne ventrali inserite alla stessa altezza della pinna dorsale (nella sardina sono inserite più caudalmente), per la robusta cresta di squame dure sul ventre, per le squame che sono più piccole e meno caduche e per la colorazione, che è blu vivo sul dorso e bianco argento sul ventre, senza le caratteristiche macchie sul fianco.
Non supera 15 cm di lunghezza.

## Alimentazione
Sostanzialmente planctofaga.

## Riproduzione
Avviene in inverno nel Mediterraneo e in estate nell'Atlantico settentrionale. Uova e larve pelagiche.

## Biologia
Vive in fitti banchi. In Mediterraneo scende in profondità nei mesi più caldi.

## Pesca
Viene pescata come la sardina, ma le sue carni, molto oleose e deperibili, sono meno apprezzate. In Romagna e nelle Marche, dove viene consumata preferibilmente alla griglia, prende il nome di saraghina. Gli spratti sono anche un cibo tipico dell'Estonia, paese dal quale vengono esportati previa affumicatura. Sono considerati un antipasto piuttosto popolare e diffuso.